# Pseudopsacothea modiglianii
Pseudopsacothea modiglianii là một loài bọ cánh cứng trong họ Cerambycidae.